# Guglielmo IX del Monferrato
Guglielmo IX Paleologo (10 agosto 1486 – Trino, 4 ottobre 1518) fu marchese del Monferrato.

## Biografia
Figlio del marchese Bonifacio III (1424 – 1494), e di Maria Branković (1466 – 1495), succedette al padre alla di lui morte.
Proseguendo la politica filo-francese del padre, sposò il 31 ottobre 1508, nella chiesa di St. Sauveur di Blois, la principessa Anna d'Alençon (1492 – 1562), figlia di Renato di Valois, duca d'Alençon, e di Margherita di Lorena-Vaudémont.
Guglielmo protesse l'esercito d'oltralpe durante la sua ritirata da Milano nel 1513 e per evitare rappresaglie da parte di Massimiliano Sforza fu costretto a versargli 30.000 scudi.
I patti con Massimiliano non furono però rispettati e le sue truppe penetrano nel Monferrato saccheggiando numerose città. Nello stesso momento, informato del tentativo del lontano parente Oddone, marchese di Incisa, di incoronarsi marchese di Monferrato, Guglielmo marciò contro il borgo di Incisa e lo occupò nel 1514, annettendo i territori del marchesato e condannando a morte Oddone e il figlio di questi, Badone.
Questa condanna costò a Guglielmo una violenta reazione dell'Impero (al quale erano sottoposti gli Incisa) che, decretando nulla l'annessione del territorio di Incisa, ordinava al Paleologo di sottoporsi a giudizio. Le vicende burocratiche conseguenti arrisero a Guglielmo IX.

La morte del marchese avvenne nel 1518, e i figli vennero affidati alla marchesa Anna d'Alençon.

## Discendenza
Guglielmo ed Anna d'Alençon ebbero tre figli:
- Maria (1509 – 1530), andata sposa nel 1517 a Casale, a Federico Gonzaga: il matrimonio venne poi annullato (la sposa aveva alla data soli 8 anni compiuti) e l'annullamento revocato poco prima della morte di Maria;
- Margherita (1510-1566), andata sposa il 3 ottobre 1531 allo stesso Federico Gonzaga;
- Bonifacio (1512-1530), successore del padre come Marchese del Monferrato.

## Ascendenza
|                                 |                 |                       | Genitori                        |  |  | Nonni |  |  | Bisnonni                  |  |  | Trisnonni                  |  |
|                                 |                 |                       |                                 |  |  |       |  |  | Teodoro II del Monferrato |  |  | Giovanni II del Monferrato |  |
|                                 |                 |                       |                                 |  |  |       |  |  | Teodoro II del Monferrato |  |  | Giovanni II del Monferrato |  |
|                                 |                 | Elisabetta di Maiorca |                                 |  |  |       |  |  | Teodoro II del Monferrato |  |  |                            |  |
| Giovanni Giacomo del Monferrato |                 |                       |                                 |  |  |       |  |  | Teodoro II del Monferrato |  |  |                            |  |
|                                 |                 | Giovanna di Bar       | Roberto I di Bar                |  |  |       |  |  |                           |  |  |                            |  |
|                                 |                 | Giovanna di Bar       | Roberto I di Bar                |  |  |       |  |  |                           |  |  |                            |  |
|                                 |                 | Giovanna di Bar       | Maria di Valois                 |  |  |       |  |  |                           |  |  |                            |  |
| Bonifacio III del Monferrato    |                 | Giovanna di Bar       |                                 |  |  |       |  |  |                           |  |  |                            |  |
|                                 |                 | Amedeo VII di Savoia  | Amedeo VI di Savoia             |  |  |       |  |  |                           |  |  |                            |  |
|                                 |                 | Amedeo VII di Savoia  | Amedeo VI di Savoia             |  |  |       |  |  |                           |  |  |                            |  |
|                                 |                 | Amedeo VII di Savoia  | Bona di Borbone                 |  |  |       |  |  |                           |  |  |                            |  |
| Giovanna di Savoia              |                 | Amedeo VII di Savoia  |                                 |  |  |       |  |  |                           |  |  |                            |  |
|                                 |                 | Bona di Berry         | Giovanni di Valois              |  |  |       |  |  |                           |  |  |                            |  |
|                                 |                 | Bona di Berry         | Giovanni di Valois              |  |  |       |  |  |                           |  |  |                            |  |
|                                 |                 | Bona di Berry         | Giovanna d'Armagnac             |  |  |       |  |  |                           |  |  |                            |  |
| Guglielmo IX del Monferrato     |                 | Bona di Berry         |                                 |  |  |       |  |  |                           |  |  |                            |  |
|                                 | Đurađ Branković | Vuk Branković         |                                 |  |  |       |  |  |                           |  |  |                            |  |
|                                 | Đurađ Branković | Vuk Branković         |                                 |  |  |       |  |  |                           |  |  |                            |  |
|                                 | Đurađ Branković | Mara Hrelebjanović    |                                 |  |  |       |  |  |                           |  |  |                            |  |
| Stefan III Branković            | Đurađ Branković |                       |                                 |  |  |       |  |  |                           |  |  |                            |  |
|                                 |                 | Irina Kantakuzina     | Teodoro Paleologo Kantakouzenos |  |  |       |  |  |                           |  |  |                            |  |
|                                 |                 | Irina Kantakuzina     | Teodoro Paleologo Kantakouzenos |  |  |       |  |  |                           |  |  |                            |  |
|                                 |                 | Irina Kantakuzina     | Elena Ouresina Doukaina         |  |  |       |  |  |                           |  |  |                            |  |
| Maria Branković                 |                 | Irina Kantakuzina     |                                 |  |  |       |  |  |                           |  |  |                            |  |
|                                 |                 | Giorgio Arianiti      | Comenio II Arianiti             |  |  |       |  |  |                           |  |  |                            |  |
|                                 |                 | Giorgio Arianiti      | Comenio II Arianiti             |  |  |       |  |  |                           |  |  |                            |  |
|                                 |                 | Giorgio Arianiti      | Sakati Sewast                   |  |  |       |  |  |                           |  |  |                            |  |
| Angelina Arianit Komneni        |                 | Giorgio Arianiti      |                                 |  |  |       |  |  |                           |  |  |                            |  |
|                                 |                 | Maria Muzaka          | Andrea III Musaka               |  |  |       |  |  |                           |  |  |                            |  |
|                                 |                 | Maria Muzaka          | Andrea III Musaka               |  |  |       |  |  |                           |  |  |                            |  |
|                                 |                 | Maria Muzaka          | Anna Zenevesi                   |  |  |       |  |  |                           |  |  |                            |  |
|                                 |                 | Maria Muzaka          |                                 |  |  |       |  |  |                           |  |  |                            |  |